# Cách mạng România

Cờ sử dụng trong Cách mạng România năm 1989

Cuộc Cách mạng România (tiếng Romania: Revoluția Română) là một thời kỳ cách mạng bạo động dân sự không ngừng nghỉ nhằm tiêu diệt chủ nghĩa cộng sản của România vào tháng 12 năm 1989 và là một phần của các cuộc cách mạng năm 1989 xảy ra tại một vài các quốc gia thuộc Khối Warszawa. Cách mạng România nổ ra tại thành phố Timișoara và nhanh chóng lan rộng ra toàn quốc, đỉnh điểm là Tòa án xét xử Nicolae và Elena Ceaușescu và sau đó là xử tử nhà lãnh đạo Cộng sản lâu năm Nicolae Ceaușescu, kết thúc 42 năm Cộng sản cầm quyền tại România. Đây cũng là đợt xóa sổ một nước cộng sản nằm trong khối Warszawa trong chuỗi các sự kiện năm 1989, và là lần duy nhất lãnh đạo của một quốc gia cộng sản bị hành quyết.